# Hayn (Grammetal)
Das Dorf Hayn ist ein Ort südöstlich von Erfurt im Landkreis Weimarer Land und gehört zur Landgemeinde Grammetal.

## Geographie
Die Ortschaft liegt in Mittelthüringen, in etwa 380 m über NN auf der Nordabdachung der Ilmplatte mit Zugang zur Erfurter Mulde. Dicht nördlich vom Ort verläuft die Bundesautobahn 4 Richtung Erfurt/Weimar, die nächste Anschlussstelle befindet sich beim Nachbarort Eichelborn.

## Geschichte

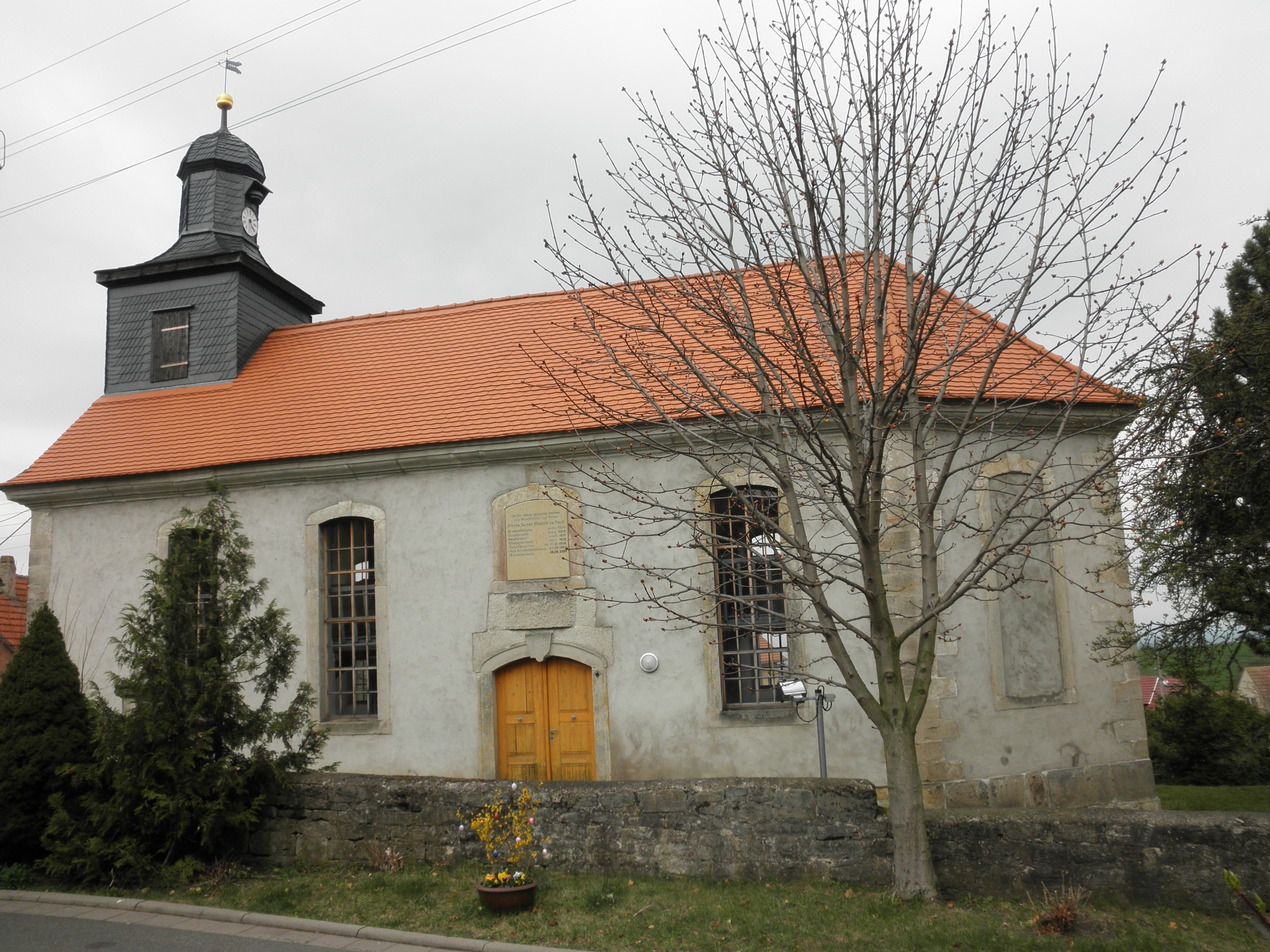
Kirche St. Martin in Hayn

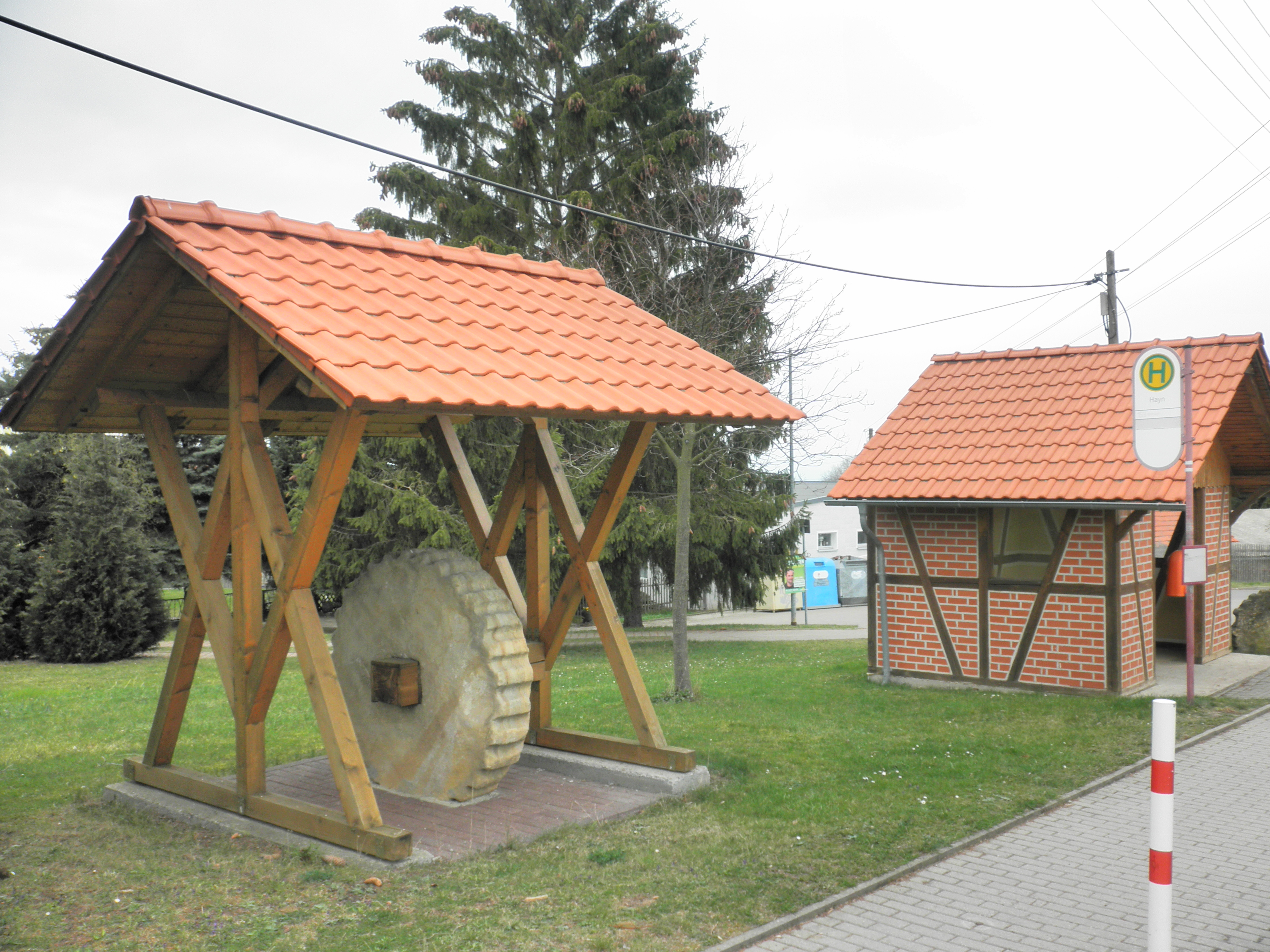
Waidmühlstein in Hayn

Für das Umland ist eine Besiedlung ab etwa 4000 v. Chr. durch Vertreter der Bandkeramiker-Kultur nachgewiesen. Der Ortsname könnte auf einen kultisch genutzten Hain zur Zeit der noch heidnischen Germanen hindeuten. Die urkundliche Ersterwähnung erfolgte am 20. März 1143.
Hayn lag, wie auch seine Umlandgemeinden, im Einflussbereich und in der Gerichtsbarkeit der mittelalterlichen Stadt Erfurt. Es gehörte somit wohl zu den sogenannten Erfurter Küchendörfern, die für die Lebensmittelversorgung der großen Stadt und insbesondere der dort gelegenen Einrichtungen des Erzbistums Mainz bedeutsam waren. Vom 13. bis 16. Jahrhundert spielte der Anbau der Färberpflanze Waid eine große Rolle im Dorf und der ganzen Region. Es gab ein Rittergut, das im Jahr 1485 an ein Hospital in Erfurt verkauft wurde. Der Ort wurde seitdem als „Hospitaldorf Hayn“ bezeichnet, welches keinem Amt unterstand. Mit dem Wiener Kongress kam der Ort 1815 wie das benachbarte Amt Tonndorf zum Großherzogtum Sachsen-Weimar-Eisenach. Am 14. März 1974 wurde die bis dahin selbständige Gemeinde zusammen mit den Nachbarorten Eichelborn, Obernissa und Sohnstedt in die Gemeinde Mönchenholzhausen eingemeindet. Seit dem 31. Dezember 2019 ist Hayn eine Ortschaft der neugegründeten Landgemeinde Grammetal.

## Kirche
Die Dorfkirche wurde 1324 erstmals erwähnt, 1608 neu erbaut, brannte 1815 ab, wurde 1826 wieder eingeweiht, 1998 rekonstruiert, erhielt 1999 eine neue Kirchturmkrönung und wurde 2001 wieder geweiht. Diese Daten sind einer Steintafel über dem Eingangstor zu entnehmen.

## Wirtschaft
Der Ort ist traditionell landwirtschaftlich geprägt und Sitz einer regional bedeutsamen Agrargenossenschaft. Hayn ist Standort eines der beiden Bildungszentren der Techniker Krankenkasse.

## Kultur und Sehenswürdigkeiten
- Die Dorfbevölkerung beging noch um 1910 das alljährlich am 29. April gefeierte „Ramschelfest“. Mit „Ramschel“ bezeichnete man im Ort den heilkräftigen Bärlauch, er wurde am Nachmittag von der Dorfjugend in einem Waldstück gepflückt und diente später als getrocknete Blätter in das Futter gemischt als Tiermedizin. Die Veranstaltung wurde von der Dorfjugend  mit Tanz und Musik sowie Bratwürsten und einem Fass Bier ausgestaltet.[3]

## Persönlichkeiten
- Oskar Wilhelm Imhof (1867–1939), Lehrer, Mundartdichter, Heimatforscher